# HD 72659 b
HD 72659 b는 바다뱀자리 방향으로 지구로부터 약 168광년 떨어진 곳에 있는 외계 행성이다. 최소 질량은 목성의 3.3배이며, 어머니 항성으로부터의 평균 거리는 4.77 천문단위이지만, 궤도이심률이 0.269이기 때문에 가까울 때는 3.49, 멀어질 때는 6.05 천문단위까지 떨어진다. 항성을 1회 도는 데에는 3,630일이 걸린다.

## 같이 보기
- HD 73256

## 참고 문헌
- (영어) Butler;  외. (2003). “Seven New Keck Planets Orbiting G and K Dwarfs”. 《The Astrophysical Journal》 582 (1): 455–466. doi:10.1086/344570. 2012년 7월 13일에 원본 문서에서 보존된 문서. 2009년 6월 21일에 확인함.